# Moulay Rachid

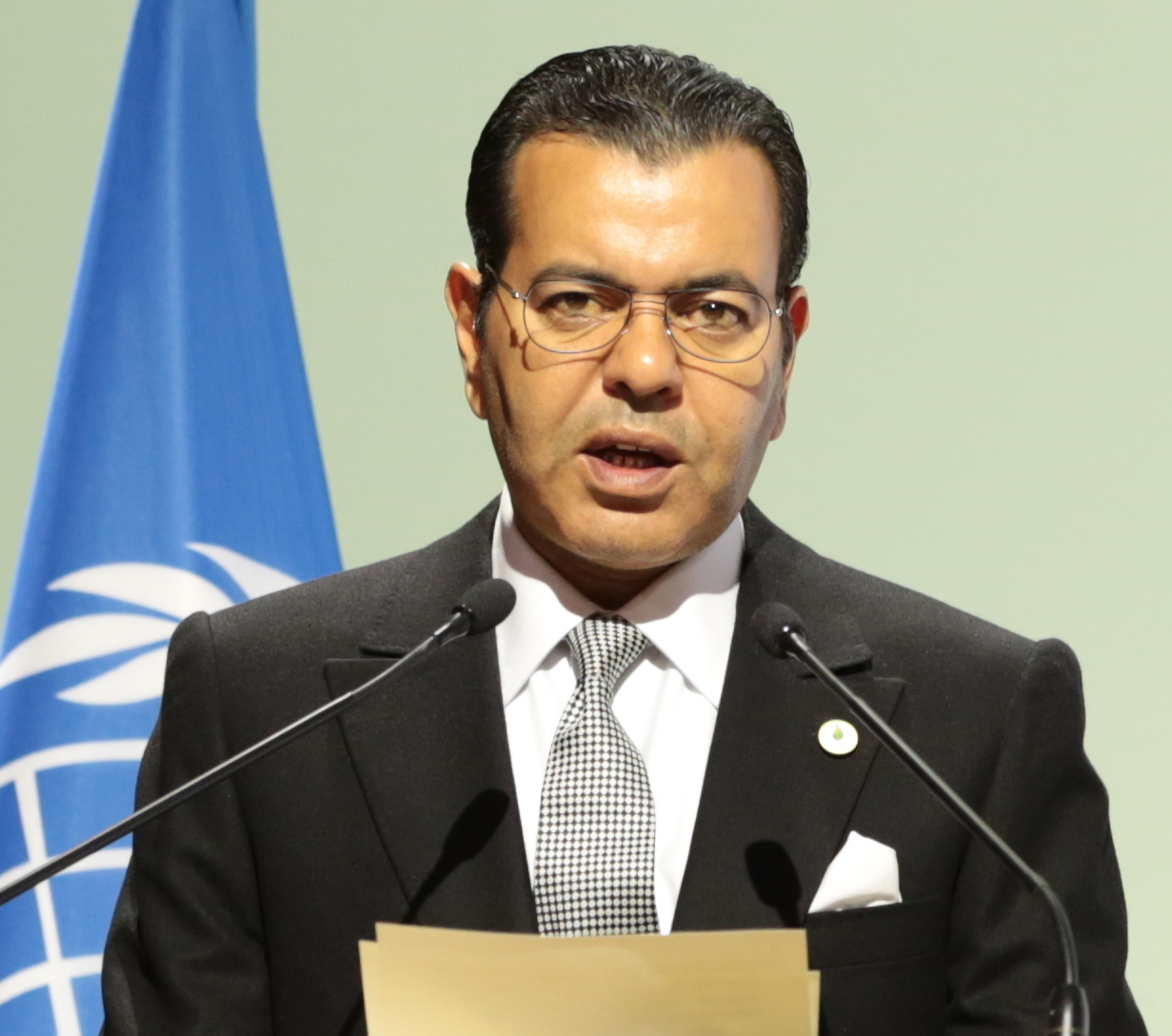
Prins Moulay Rachid in 2015

Prins Moulay Rachid (Arabisch: الأمير مولي رشيد) (Rabat, 20 juni 1970) is de broer van de huidige Marokkaanse koning Mohammed VI. Hij is de tweede zoon en het vijfde kind van de overleden koning Hassan II en zijn vrouw Lalla Latifa Hammou. Prins Moulay Rachid heeft ook nog eens drie zussen prinses Lalla Meryem, prinses Lalla Asma en prinses Lalla Hasna.
Prins Moulay Rachid huwde in 2014 met Oum Kalthoum Boufarès. Ze kregen samen twee zoons Moulay Ahmed (2016) en Moulay Abdeslam (2022) 